# 34646 Niaclements
34646 Niaclements este o planetă minoră (asteroid), cu un diametru de 6,63 km, din centura de asteroizi. A fost descoperită pe 21 noiembrie 2000 la Experimental Test Site⁠(d) de Lincoln Near-Earth Asteroid Research. 
Obiectul prezintă o orbită caracterizată de o semiaxă mare de 2,7897828 UAi, o excentricitate de 0,06, o înclinație de 0,43399 ° în raport cu ecliptica.